# Cegielnia (Zbydniów)
Cegielnia – część wsi Zbydniów w Polsce położona w województwie podkarpackim, w powiecie stalowowolskim, w gminie Zaleszany.